# Carlos Garach
Carlos Garach Benito (Granada, 25 de julio de 2004) es un deportista español que compitió en natación, especialista en el estilo libre.
Ganó dos medallas de oro en el Campeonato Mundial Junior de Natación de 2022, en las pruebas de 800 m libre y 1500 m libre.
Participó en los Juegos Olímpicos de París 2024, ocupando el decimoctavo lugar en los 800 m libre, el vigesimosegundo en los 1500 m libre y el decimotercero en 4 × 200 m libre.
En marzo de 2025 anunció su retirada de la natación para comenzar su carrera militar.